# 에이트 빌로우
《에이트 빌로우》(영어: Eight Below)는 2006년 공개된 미국의 서바이벌 드라마 영화이다.1983년 개봉한 일본의 영화 《남극이야기》를 리메이크한 영화다. 감독은 프랭크 마셜이며 데이비드 디길리오가 각본을 담당했다. 주연은 폴 워커로, 조연으로 브루스 그린우드, 문 블러드굿, 제이슨 비그스 등이 출연했다. 2006년 2월 17일  월트 디즈니 픽처스가 미국에서 극장 개봉을 담당했다. 남극을 배경으로 한 영화이지만 촬영은 노르웨이의 스발바르 제도, 그린란드, 캐나다의 브리티시컬럼비아주에서 했다. 기지에 남겨진 개들의 생존기와 그들을 구하기 위해 분투하는 남극 기지의 탐사대원의 이야기를 다룬다. 평론가들로부터 호평을 받았고 4천만 달러의 제작비를 들여 1억 2천만 달러를 벌어들였다.

## 줄거리
1993년 1월, 남극 기지의 대원인 제리 셰퍼드는 UCLA의 교수 데이비스 매클라랜 박사를 멜버른산까지 데려가라는 임무를 받는다. 데이비스 박사는 희귀한 수성의 운석이 멜버른산에 떨어졌다는 소식을 듣고 찾으러 왔다. 설상차를 이용하기엔 빙판의 두께가 얇아 개 썰매를 이용해서 가기로 한다. 제리와 데이비스는 멜버른산에 도착하는데 성공하지만, 큰 폭풍이 다가온다는 기지의 무전에 철수를 명령받는다. 데이비스 교수는 아쉬워하며 조금만 더 찾아보기를 제안하고 제리는 반나절 정도의 시간을 더 준다. 운 좋게 운석 조각을 찾는 데 성공한 둘은 기지로 향한다. 돌아가던 중 개들의 대열을 정비하기 위해 잠시 멈춰서고 기지와 무전을 시도하던 박사가 발을 헛디뎌 비탈 밑으로 미끄러진다. 비탈 밑의 얼음은 얇아서 이내 박사는 물에 빠지고 다리를 다친다. 제리는 썰매 개 대장인 마야를 통해 밧줄을 건네주고 박사를 구해낸다. 둘은 저체온증과 동상이 걸린 상태에서 썰매 개들의 후각에 의지해 기지까지 돌아오는 데 성공한다. 둘의 치료를 위해 기지에 남아있던 모든 대원은 맥머도 기지로 철수한다. 곧바로 돌아올 수 있을 것이란 케이티의 말에 제리는 개들의 목줄이 풀어지지 않게 단단히 매어 두고 떠난다. 치료를 받고 깨어난 제리는 폭풍의 영향으로 모든 남극 기지에서 대원이 철수하는 상황이며 기지로 돌아가는 것은 불가능하다는 것을 통보받는다. 
미국으로 돌아온 제리는 개들을 구하기 위해 여러 방편을 알아보지만 아무도 그런 위험한 모험에 예산을 대려 하지 않는다. 제리는 마지막으로 데이비스 박사를 찾아가 보지만 박사는 이미 많은 시간이 지났고 개들이 살아있을 가능성이 없다며 포기하라고 한다. 단념한 제리는 일상으로 돌아가 그 일을 잊고 지내려 한다.
남겨진 8마리의 썰매 개들(마야, 올드잭, 쇼티, 듀이, 트루먼, 섀도우, 벅, 맥스)은 기지에서 제리가 돌아오기만을 기다린다. 먹이를 먹지 못한 채로 2주가 지난 어느 날 근처로 날아온 갈매기를 보고 개들은 하나둘 목줄을 끊고 사냥하러 간다. 그러기엔 나이가 많은 올드잭은 목줄을 끊지 못하고 기지에 남아있는다. 리더인 마야는 곁에서 기다려보지만, 올드잭이 떠날 기색을 보이지 않자 남겨두고 떠난다. 개들은 대장인 마야의 지휘 아래 협력하여 갈매기 떼를 사냥하는 데 성공하고 2주 만에 첫 끼를 먹는다. 
자체 생존 2달째, 사냥하며 떠돌던 무리 앞에 오로라가 펼쳐진다. 무리는 신나서 뛰어놀지만, 들뜬 나머지 듀이가 발을 헛디디며 경사로에 미끄러진다. 무리는 심하게 다친 듀이의 곁에서 함께 밤을 보낸다. 아침이 되었지만, 듀이는 깨어나질 않는다. 듀이가 죽었음을 안 무리는 하나둘 먼저 떠나지만 맥스는 끝까지 곁에 남아있다가 화이트아웃이 오고 무리와 떨어진다. 맥스와 떨어진 무리는 떠돌던 중 사람이 없고 문이 잠기지 않은 러시아 국적의 남극 기지를 발견하고 배를 채운다.
한편, 무리에서 떨어진 맥스는 왔던 길을 돌아가며 며칠간 헤메다가 죽어있는 범고래를 발견한다. 범고래 시체에 다가가 배를 채우려던 맥스는 먼저 차지하고 있던 얼룩무늬물범에 의해 쫓겨난다. 그 소리를 듣고 달려온 마야와 무리는 맥스와 합류한다. 맥스는 미끼가 되어 얼룩무늬물범을 멀리 유인하고 그 사이 무리는 허기를 채운다. 그것을 알아챈 얼룩무늬물범은 뒤돌아 무리를 공격하고 그 과정에서 마야가 다리를 크게 다친다. 그에 대한 복수로 맥스가 얼룩무늬물범에 덤비고 무리도 합세해 얼룩무늬물범을 쫒아내는 데 성공한다. 허기를 채운 무리는 다시 길을 떠나지만 다리를 다치고 힘이 약해진 마야는 얼마 가지 않아 쓰러진다. 무리는 대장인 마야 곁에 머물며 다친 마야를 위해 사냥한 갈매기를 나눠 먹으며 살아남는다.
미국에서 카약 강사를 하면서 지내던 제리에게 케이티가 찾아간다. 케이티는 탐험대를 그만둔 제리에게 미련을 갖지 말고 더는 도망치지 말라고 말한다. 다음 날 제리는 개들을 길러준 개 농장 주인 민도에게 사죄하러 간다. 그곳에서 민도는 사죄를 사양하며 옳다고 믿는 일을 하면 적어도 후회는 없을 거라는 조언을 해준다. 이후 데이비스 박사의 시상식에 초대받게 되고 그곳에서 박사에게 남극으로 떠나기 전 마지막 인사를 건넨다. 제리의 결심을 들은 박사는 그날 밤 남극 연구 예산 보고서를 꺼내 보며 고민에 빠진다. 뉴질랜드 크라이스트처치에서 남극으로 가던 배편을 구하던 제리는 데이비스 박사와 기지 동료들을 다시 만난다. 박사는 남은 연구 예산을 개들을 구하러 가는 여정의 경비로 사용할 수 있도록 조치했다고 전한다. 일행은 헬기와 쇄빙선, 설상차들을 동원하여 기지에 도달하는 데 성공한다. 기지에 도착한 제리는 목줄에 묶인 채 죽어있는 올드잭을 보고 좌절하지만 눈 속에 묻힌 다른 목줄들은 끊겨있는 걸 보고 희망을 가진다. 그때, 소리를 듣고 찾아온 맥스를 필두로 살아남은 개들과 재회한다. 감격스러운 재회 이후 일행은 개들을 태우고 돌아가려 하지만 맥스는 바로 타지 않고 마야가 누워있는 곳으로 제리를 안내한다. 제리는 허약해진 마야를 안고 돌아와 살아남은 모든 개를 데리고 복귀한다. 기지 옆 올드잭과 듀이를 기리는 무덤을 비추며 영화는 끝난다.

## 출연

### 주연
- 폴 워커 - 제리 셰퍼드 역

### 조연
- 브루스 그린우드 - 데이비스 매클라랜 역
- 문 블러드굿 - 케이티 역
- 제이슨 빅스 - 찰리 쿠퍼 역
- 웬디 크로슨 - 이브 매클라렌 역
- 제라드 플룬켓 - 앤디 해리슨 박사 역
- 어거스트 셸렌버그 - 민도 역

## 기타
- 원작: 이시도 토시로
- 원작: 쿠라하라 코레요시
- 원작: 노가미 타츠오
- 원작: 사지 칸
- 제작: 게리 바버
- 제작: 로저 번바엄
- 미술: 존 윌렛
- 배역: 데보라 아퀼라
- 배역: 메리 트리샤 우드